# Camps de refugiats de la província de Tindouf

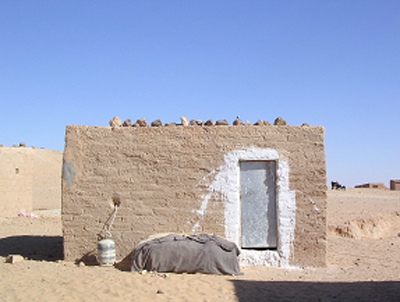
Refugi saharaui al camp de Smara

Els camps de refugiats de la província de Tindouf es troben a la regió homònima del sud-oest d'Algèria. Estan habitats per refugiats saharauis i reben el nom de les ciutats del Sàhara Occidental: Al-Aaiun, Auserd, Smara i Dakhla. Cada campament és una wilaya que s'estructura en nuclis menors de població anomenats daires. La seva població és de diverses desenes de milers d'habitants, però la xifra exacta varia enormement en funció de la font. Alguns dels seus habitants porten més de 30 anys al lloc i els més joves són refugiats de tercera generació.
La RASD i el Front Polisario tenen les seves bases en aquests campaments. S'hi troben també les dependències de l'ACNUR i d'algunes ONG. La seva capital administrativa és Rabouni, població on es troben els serveis de protocol, la presidència, els ministeris i les administracions dels serveis públics de la RASD. Per a la seva subsistència, tanmateix, depenen per complet de l'ajuda externa, en particular del govern d'Algèria.

## Condicions
Les condicions de vida són dures, no obstant això, a causa del llarg període que la població porta a la zona, s'ha aconseguit cobrir les necessitats bàsiques. Tanmateix, persisteixen serioses preocupacions sobre la situació de drets humans i sobre qui n'és el responsable d'eventuals violacions.

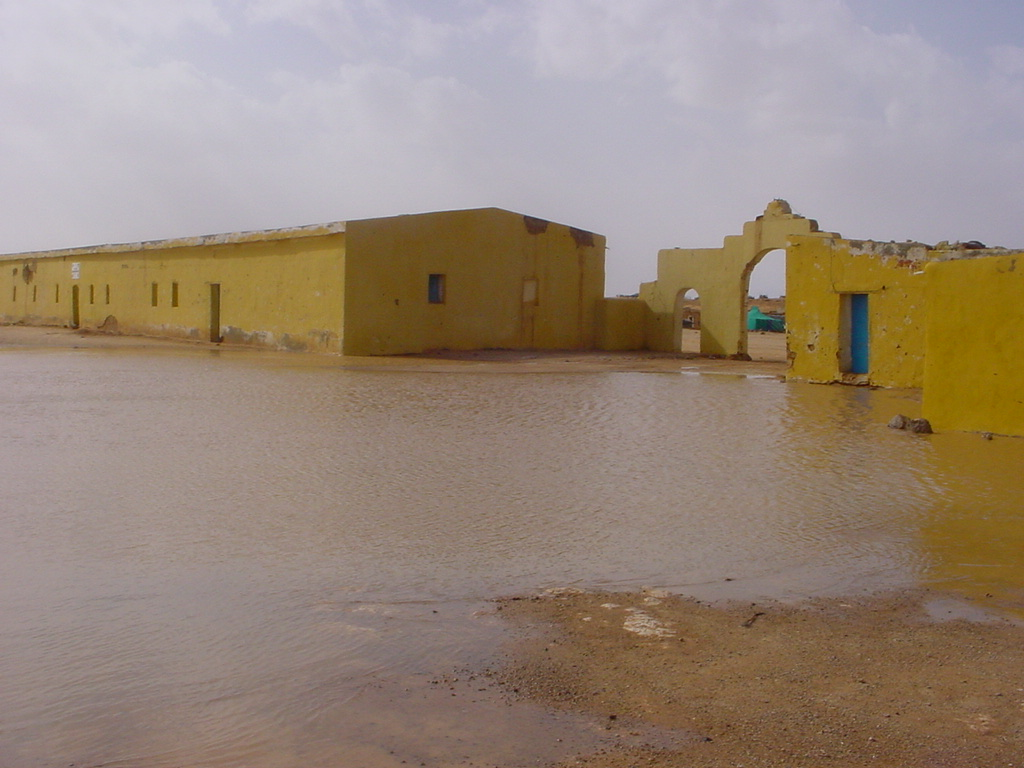
Efectes de les pluges del febrer de 2006 al campament

Els habitatges es construeixen amb tendes de campanya proporcionades per l'ACNUR. A cada tenda, que els saharauis anomenen "jaima", se li afegeix amb freqüència una petita peça construïda amb toves i que fa les funcions de cuina. També s'hi han afegit altres construccions amb toves, que fan les funcions d'habitacions d'hivern i que solen definir un petit quadre de sorra a manera de pati interior.
Els Campaments de Refugiats Sahrauís estan situats en un lloc del desert anomenat Hamada. Aquest indret es caracteritza per l'enorme variabilitat tèrmica entre els dies i les nits, amb temperatures que, a l'estiu, superen amb facilitat els 50 graus a l'ombra, i que a l'hivern baixen per sota dels zero graus a les nits. Aquesta situació climàtica és acompanyada per la manca quasi absoluta de pluges.

## Organització
Els saahrauis han bastit l'estructura de la seva República en el desert, amb la constitució d'un govern, dels seus ministeris, d'un parlament, i de tota una sèrie de serveis necessaris per a l'administració dels Campaments.
Els Campaments s'estructuren en 4 wilayes i dins de cadascuna hi ha 6-7 daires dividides en 4 barris. Tots aquests conglomerats porten el nom de localitats del Sàhara ocupat, seguint el següent esquema de wilayes i daires:
- Al-Aaiun
  - Dawra, Dxayra, Bukrà, Amgala, Hakuniyya, Gàltat Zammur
- Smara
  - Mahbas, Bir Lahlu, Farsiyya, Aix-Xadiriyya, Tifariti, Hawza
- Dakhla
  - Ayn Bayda, Bir Inzaran, Tinghir, Iglaybat-al-Fula, Argub, Umm Drayga, Jraifiyya
- Awsard
  - Aghwanit, Zug, Al-Kuwayra, Tixla, Míjak, Bir Ganduz
- Bujdur
  - Aktí-al-Ghazí, Lamsid, 27 de febrero

La majoria de la població dels campaments està constituïda per dones i nens. La major part dels homes estan mobilitzats en zones alliberades. Les dones tenen al seu càrrec la pràctica totalitat de la vida social i econòmica dels campaments, recuperant així el paper preponderant que exercia en la societat nòmada. L'emancipació de la dona saharaui resulta excepcional en comparació d'altres països musulmans.
A nivell nacional hi ha tres hospitals generals (els "12 d'Octubre" i "9 de Juny" i el materno-infantil "Catalunya"), una escola de dones (La "27 de febrer") i un complex avícola, així com tots els serveis administratius i polítics de la República Àrab Sahrauí Democràtica. Al voltant del pou principal de Rabouni se situa el complex administratiu central i el centre d'acollida d'estrangers. Cada wilaya té un hospital regional, cada daira un centre de salut, una escola regional, un jardí d'infància i un hort.
La comunicació entre wilayes i daires la constitueixen pistes i camins. Només existeix una carretera, entre Tindouf i la recepció central de Rabuni i entre aquesta i la wilaya de Smara.

### Smara
Smara és un dels camps de refugiats de la província de Tindouf, al sud d'Algèria, administrat per la República Àrab Sahrauí Democràtica. Es va crear per culpa de la guerra del Marroc contra el Front Polisario del Sàhara Occidental. Duu el nom de la ciutat de Smara.